# Yunquera de Henares
Yunquera de Henares és un municipi d'Espanya pertanyent a la província de Guadalajara, a la comunitat autònoma de Castella-la Manxa.

## Demografia
| 1991  | 1996  | 2001  | 2004  | 2006  |
| ----- | ----- | ----- | ----- | ----- |
| 1.923 | 2.041 | 2.069 | 2.294 | 2.746 |